# Hileithia densalis
Hileithia densalis là một loài bướm đêm trong họ Crambidae.